# Kaplica Matki Bożej Anielskiej w Laskach
Kaplica pw. Matki Bożej Anielskiej w Laskach – niewielka murowano-drewniana kaplica, znajdująca się na terenie Zakładu dla Niewidomych w Laskach. Powstała w latach 1922–1925 według projektu architekta Łukasza Wolskiego.
Zastosowano w niej nieokorowane bale sosnowe. Jej styl odnosi się do zakopiańskiej architektury drewnianej, będącej propozycją dla tzw. stylu narodowego. W kaplicy i przed jej wejściem znajdują się tablice upamiętniające m.in. czasy II wojny światowej.
W latach 2001–2002 przeprowadzono remont kaplicy. Wymieniono część drewnianych elementów na nowe (np. na zewnętrznych ścianach górnej kondygnacji nawy zrezygnowano z nieokorowanego drewna).